# Francesco Saverio Apuzzo

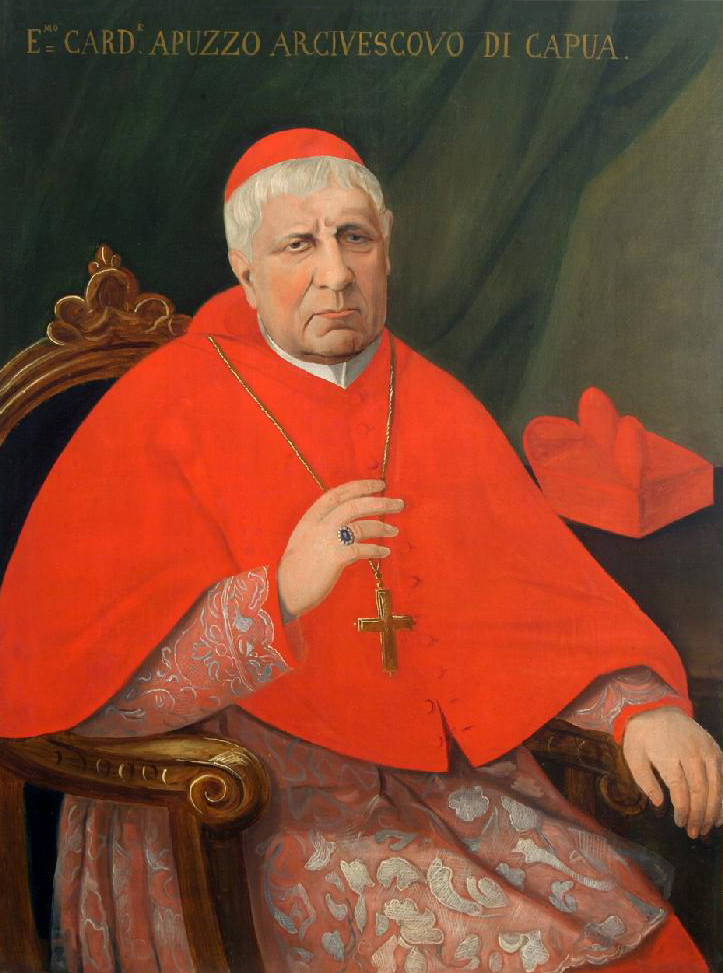
Francesco Saverio Kardinal Apuzzo (Gemälde zw. 1871 und 1880)

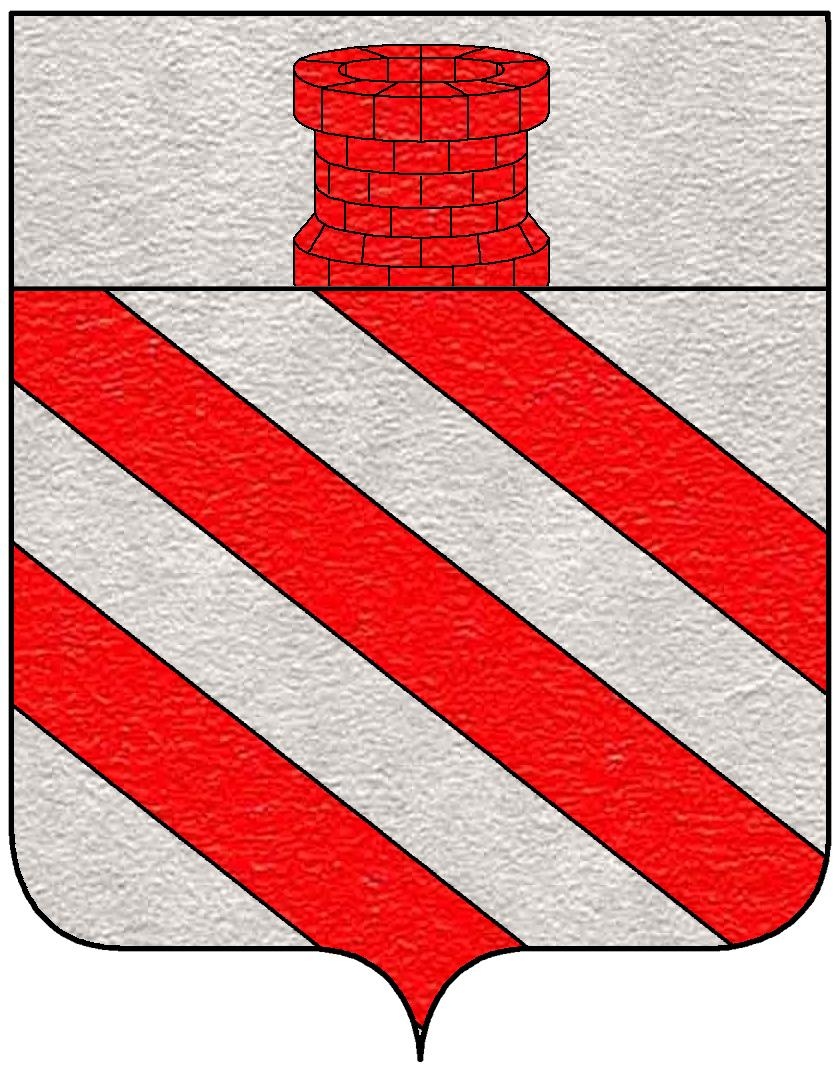
Wappen des Hauses Apuzzo

Francesco Saverio Apuzzo (* 6. April 1807 in Neapel; † 30. Juli 1880 in Capua) war Erzbischof von Capua und Kardinal. Er nahm auf dem Ersten Vatikanischen Konzil eine gemäßigte Haltung ein.

## Leben
Apuzzo, der als Neunjähriger gefirmt wurde, empfing am 18. September 1830 die Priesterweihe und wurde 1831 zum Doktor der Theologie promoviert. Danach war er Dogmatikprofessor. Ab 1842 war er im Auftrag König Ferdinands II. Lehrer der Prinzen von Sizilien. 1849 wechselte er an die Königliche Universität Neapel, deren Direktor er später auch wurde.
Am 19. Januar 1854 wurde Apuzzo von Papst Pius IX. zum Titularbischof von Anastasiopolis und Weihbischof in Capua ernannt. Die Bischofsweihe erhielt er am 12. Mai desselben Jahres durch Kardinal Giuseppe Cosenza, den Erzbischof von Capua, in der dortigen Kathedrale. 1855 wurde er durch Fürsprache Ferdinands II. Erzbischof von Sorrento. Als 1860 die Truppen des italienischen Freiheitskämpfers Giuseppe Garibaldi Sizilien besetzten, ging Apuzzo ins Exil nach Rom. Er wurde 1862 Mitglied der Accademica della Religione Cattolica und nahm 1869–1870 am Ersten Vatikanischen Konzil teil. Er war kein absoluter Befürworter der päpstlichen Unfehlbarkeit, stimmte aber auf dem Konzil nicht dagegen. Im November 1871 ernannte ihn Papst Pius IX. zum Erzbischof von Capua. Damit endete eine achtjährige Sedisvakanz in Capua. Im Konsistorium vom 12. März 1877 nahm er Apuzzo ins Kardinalskollegium auf und ernannte ihn kurz darauf zum Kardinalpriester von Sant’Onofrio al Gianicolo.
Kardinal Francesco Saverio Apuzzo nahm am Konklave 1878 teil, das Leos XIII. wählte, und starb zwei Jahre später mit 73 Jahren in Capua. In der dortigen Kathedrale befindet sich sein Grab.